# Jenny Plocki
Eugénie Plocki, dite Jenny Plocki (née en décembre 1925), est une militante française de gauche, rescapée à 16 ans de la rafle du Vel d'Hiv.
Elle a été, après guerre, brièvement militante trotskiste au Parti communiste internationaliste (PCI), elle a participé ensuite aux réunions de Socialisme ou barbarie. Puis elle fut militante syndicaliste à la FEN, tendance École émancipée et féministe au MLAC (Mouvement pour la liberté de l'avortement et de la contraception).
Elle est la sœur de Maurice Rajsfus, et fut la compagne de Jean-René Chauvin durant 60 ans, avec qui elle partageait la même vision militante générale (même si leurs engagements n'étaient pas forcément les mêmes).

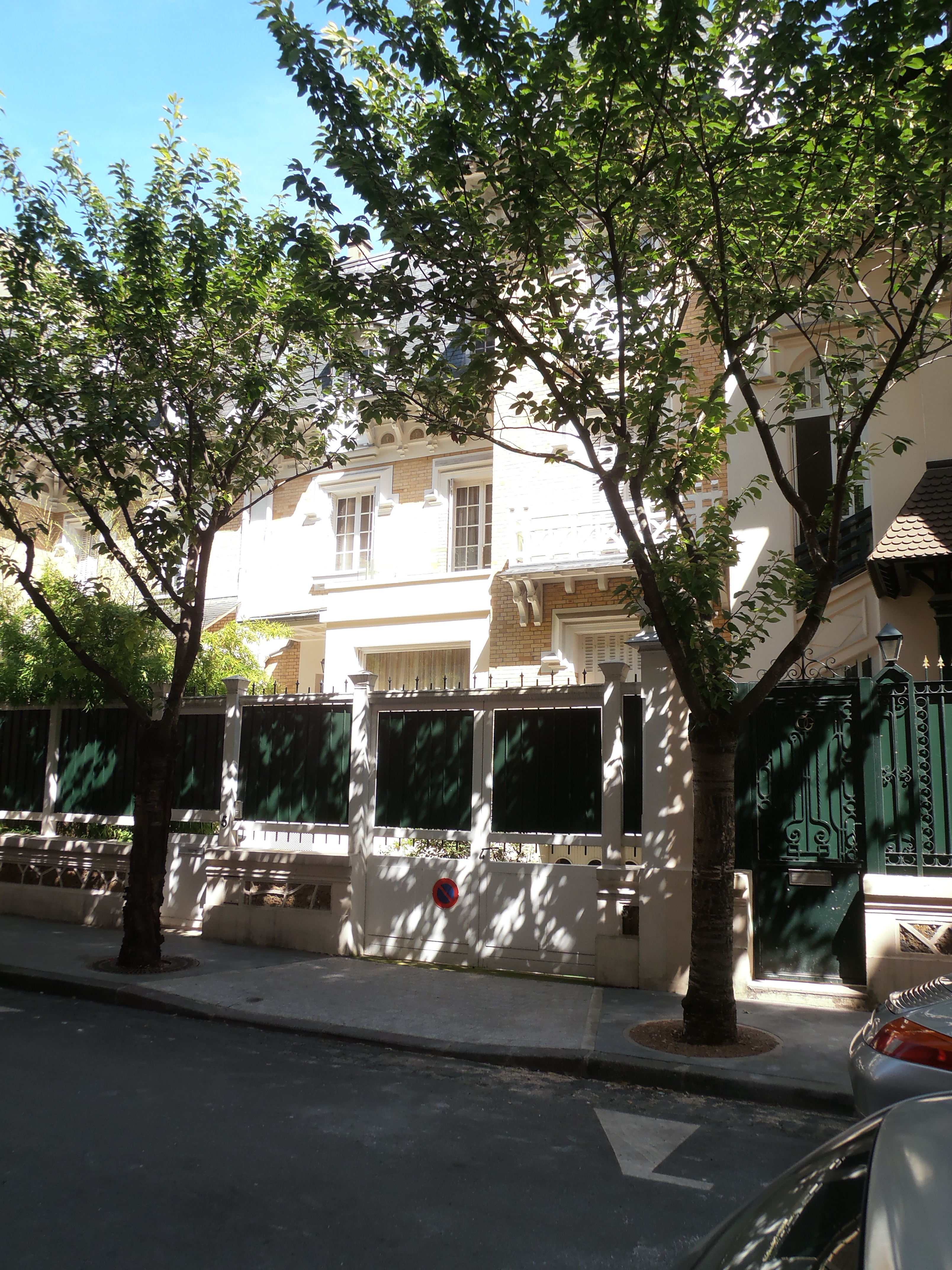
5, Rue Louis Besquel, Vincennes, lieu de regroupement par la police française des habitants juifs de Vincennes raflés le 17 juillet 1942 (Rafle du Vélodrome d'hiver).

## Biographie

### Rescapée de la Rafle du Vel d'Hiv
Fille de Juifs polonais (non pratiquants) émigrés en France en 1921-1922, Jenny Plocki (Eugénie Plocki) naît en France en décembre 1925. Sa mère, Rifka Plocki, née Rajsfus le 16 novembre 1900 à Błędów (Royaume du Congrès, Empire russe), est d'origine très pauvre et rurale, quand son père, Nuchim Plocki, né le 22 janvier 1892 à Iłża (Royaume du Congrès, Empire russe), d'un milieu un peu plus aisé, avait fait des études et enseigné en Pologne. Ses parents vivent modestement en tant que marchands forains, à Aubervilliers, puis à Vincennes.
Ses années d'enfance sont bercées de discussions politiques ancrées à gauche, sa mère a été bundiste avant d'émigrer et son père, militant, de gauche — athée — mais non affilié à une organisation politique. De ses discussions (relatives notamment à la politique de Staline, aux procès de Moscou...), la jeune Eugénie garde un antistalinisme radical.
Lors du déclenchement de la guerre, en 1939, la famille Plocki-Rajsfus vit à Vincennes. Eugénie est âgée alors de 16 ans, son jeune frère, Maurice, est de 2 ans et demi son cadet. Le 16 juillet 1942, toute la famille est arrêtée (rafle du Vel d'hiv) et conduite dans un lieu de regroupement à Vincennes — au 5, rue Louis Besquel — en attendant d'être transférée à Drancy. Une centaine de personnes est alors rassemblée dans ce lieu, tout près de l'appartement des Plocki. Eugénie Plocki reconnait de nombreux enfants, ayant fréquenté la même école, raflés avec leurs parents.
Un policier français vient annoncer aux personnes regroupées que les enfants français (jusqu'à 16 ans) peuvent sortir. Mais, seuls les Plocki réagissent en demandant à leurs enfants de s'en aller, toutes les autres familles rassemblées refusent d'être séparées. Durant les deux heures qui suivent, les Plocki donnent à leurs enfants tout ce qu'ils ont à leur disposition : le peu d'argent qu'il leur reste, leurs alliances, montre... Lors de la transmission de ces objets, Rifka Plocki, durant plus de deux heures, parle sans interruption à sa fille, lui donnant tous les conseils pour assurer sa vie future et sa vie immédiate. Conseils pratiques, conseils concernant sa vie de femme et son autonomie (études, avortement...). Jenny est chargée d'assurer toutes les tâches permettant à elle et son jeune frère de survivre, dans les conditions imposées par l'État français aux Juifs. Selon le témoignage de Jenny Plocki, ses parents ne se faisaient aucune illusion sur l'issue de cette arrestation et sur le fait qu'ils ne reviendraient pas.
Après un certain nombre de formalités (demande de cartes d'identité, aller-retour au commissariat, etc), les deux adolescents pourront partir. Ils seront les seuls à sortir de ce lieu. Aucun des autres enfants restés avec leurs parents ne reviendra. Les deux enfants habiteront jusqu'à la fin de la guerre dans l'appartement de leurs parents (qui disparaîtront en déportation, à Auschwitz).
Grâce à son amitié avec Monique Lemarquis, qui vit chez sa mère, Eugénie Plocki pourra survivre (ainsi que son jeune frère) en se faisant « oublier », sans être isolée, dans l'appartement de leurs parents, jusqu'à la libération de Paris en 1944. Elle poursuivra ses études, et obtiendra son bac.

### Militantisme avant et après 1968
Devenue institutrice, Jenny Plocki militera ensuite surtout syndicalement (École émancipée). Elle s'engage par ailleurs pour l'indépendance de l'Algérie, et les luttes anticoloniales.
En 1968, elle s'enthousiasme pour le mouvement de Mai et participe avec Jean-René Chauvin à toutes les manifestations, aux comités enseignants, etc.. En grève dès le vendredi 17 mai 1968 avec l'École émancipée (alors que la Fédération de l'Éducation nationale tarde à appeler à la grève, le 20 mai), elle habite et travaille au cœur du quartier le plus agité à l'époque (quartier Monge à Paris). Mai 68 restera pour elle le moment militant de sa vie le plus marquant.
Jenny Plocki s'engage aussi dans les luttes féministes, au Mouvement pour la liberté de l'avortement et de la contraception (MLAC).
Elle entreprend par ailleurs une activité de traductrice, prenant dans certains cas l'initiative de traduire des œuvres avant même l'accord d'un éditeur. Ce fut le cas en particulier du livre de Rudolf Vrba, Je me suis évadé d'Auschwitz, dont les deux traductrices, Jenny Plocki et Lily Slyper sont quelque peu responsables de sa première parution en France.

## Sources
- Documents du Centre d'histoire sociale du XXe siècle (CHS-CNRS)
- Archives Jean-René-Chauvin (CHS-CNRS)
- Film témoignage Jenny Plocki de la BDIC (2002)
- Film témoignage Vivre en temps de guerre et entretien audio CHS 2011-2012 (CHS - 9, rue Mahler 75004 Paris)